# سید احسان خاندوزی
سیّد احسان خاندوزی (زادهٔ ۲۳ شهریور ۱۳۵۹) سیاستمدار اصولگرا ایرانی است که در دولت سیزدهم سمت وزیر امور اقتصادی و دارایی و نیز سخنگوی اقتصادی دولت ایران را برعهده داشت. او همچنین عضو هیئت علمی دانشکده اقتصاد دانشگاه علامه طباطبایی با مرتبه دانشیار است.

## نمایندگی مجلس
وی توانست در یازدهمین دوره انتخابات مجلس شورای اسلامی با کسب ۸۰۱ هزار و ۶۹۶ رأی، به‌عنوان نفر هفتم از آخر در حوزه انتخابیه تهران، ری، شمیرانات، اسلامشهر و پردیس انتخاب گردد و تا شهریور ۱۴۰۰ در این جایگاه خود مشغول بود.

## وزارت امور اقتصادی و دارایی
خاندوزی در ۲۰ مرداد ۱۴۰۰ به‌عنوان وزیر امور اقتصادی و دارایی پیشنهادی دولت سیزدهم توسط سید ابراهیم رئیسی برای کسب رأی اعتماد از سوی نمایندگان مجلس شورای اسلامی معرفی شد و در ۳ شهریور ۱۴۰۰ با ۲۵۴ رأی موافق، ۲۵ رأی مخالف و ۸ رأی ممتنع از مجلس شورای اسلامی برای تصدی این سمت رأی اعتماد گرفت.

## مواضع

### مخالفت با تصویب FATF
وی یکی از مخالفان تصویب گروه ویژه اقدام مالی در ایران بوده است. او پیش از این گفته بود تا زمانی که تحریم‌ها هست بررسی و تصویب گروه ویژه اقدام مالی دردی را دوا نمی‌کند، حتی تا زمانی که تحریم‌ها برقرار است، برآورده کردن خواست‌های گروه ویژه اقدام مالی، حیات اقتصادی ما را ذیل شرایط تحریمی سخت‌تر از این می‌کند. به نظر بنده حتی به لحاظ موضعی و در این ایام خاص، تصویب این دو لایحه باقیمانده و اجرای کامل الزامات گروه ویژه اقدام مالی تصمیم قابل دفاعی نیست.» همچنین او در مصاحبه با انتخاب گفته بود، بحث FATF یک موضوع بسیار کم‌اهمیت در موضوع اقتصاد امروز کشور ماست. این یک آدرس غلط است که برخی مدام اصرار بر آن داشته و دائم از گروه ویژه اقدام مالی حرف می‌زنند.

### سیاست تخصیص ارز بر مبنای دلار ۴۲۰۰
خاندوزی در گفت‌وگو با اکو ایران تأکید کرد سیاست تخصیص ارز بر مبنای دلار ۴۲۰۰ ابعاد مخاطره‌آمیز و فسادآلودی دارد و باید این سیاست کنار گذاشته شود. وی در ادامه گفت، اگر ارز ترجیحی حذف شود ارتباطی با نرخ ارز بازار آزاد ندارد. این دو نه بر اساس پارامترهای اقتصادی و نه بنابر تجربه‌های گذشته ارتباطی با هم ندارند و باید در دو حوزه جداگانه مورد بررسی قرار گیرند. حذف ارز ترجیحی مستلزم تغییر نرخ در بازار غیررسمی نیست. حذف ارز ۴۲۰۰ تومانی نه‌تنها اثر افزاینده ندارد، بلکه موجب واقعی‌تر شدن طرف تقاضای ارز می‌شود. باز هم تأکید می‌کنم حذف ارز ۴۲۰۰ تومانی ارتباطی به سیاست ارزی کشور ندارد.

### رصد تراکنش‌های مالی
وی از طرفداران رصد حساب‌های بانکی است و با اشاره به اینکه سیاستگذار می‌خواهد اصابت مالیاتی به گروه‌های کوچک، ذی‌نفع و سوداگر بازدارنده و گزنده باشد گفت، لازمه رصد کل تعاملات اقتصادی این است که حساب‌های تجاری و غیر تجاری رصد و به کدهای ملی اشخاص مرتبط شوند. در واقع رصد حساب‌ها مقدمه اخذ عادلانه و دقیق مالیات بر عایدی سرمایه (CGT) خواهد بود و در صورت اجرای درست CGT نوبت مالیات بر مجموع درآمد افراد (PIT) خواهد رسید. او طرفدار وصول مالیات از سود سهام و سپرده بانکی است.

### اعتراف به آثار منفی تحریم های اقتصادی
وی در آذرماه ۱۴۰۲ در مصاحبه خود با خبرگزاری تسنیم عنوان کرد، تا زمانی که شرایط تحریم‌ها نبود، افزایش درآمد کشور در سال ۹۰ تا ۹۴ به بالاترین میزان خود رسید و اتفاقاً اقتصاد مقاومتی از زمانی مطرح شد که موضوع تحریم صادرات نفت پیش آمد و این تحریم‌ها، بر روی قدرت خرید خانوارها تأثیر گذاشت.

## شرکت‌ها
- مؤسسه اندیشکده مطالعات راهبردی و سیاست گذاری شریف، عضو هیئت مدیره[۱۶]
- مؤسسه ایده پردازان توسعه تاک، رئیس هیئت مدیره[۱۷]
- شرکت مؤسسه دیده‌بان شفافیت و عدالت، عضو اصلی هیئت مدیره[۱۸]
- شرکت شتاب‌دهنده حسنا شریف، نایب رئیس هیئت مدیره[۱۹]
- مؤسسه پیشگامان اندیشه صادقین، شرکا[۲۰]